# Les Torretes de la Vella Gola
Les Torretes de la Vella Gola és un edifici del municipi de Cervelló (Baix Llobregat). La façana d'aquest edifici forma part de l'Inventari del Patrimoni Arquitectònic de Catalunya.

## Descripció
És un edifici de planta i pis amb diverses portes que s'obren a un petit jardí. Les portes i finestres són ressaltades amb una motllura dentada i uns arquets apuntats. Corona la façana un seguit de pinacles de maó, a manera de merlets, i a sota uns arquets, trilobulats, cecs. Únicament és BCIL la façana.

## Història
Cap als anys setanta del segle xix, Francesc Guitard va comprar a Pau Campderròs uns terrenys per construir-hi una sala de ball. Però a partir de 1879 l'edifici va servir com a capella interina mentre s'enllestien les obres de la nova església parroquial, acabada el 1908.